# Α-葡萄素
α-葡萄素（α-viniferin）是一种芪化物，属白藜芦醇的三聚体，是葡萄素的一种
。最早在釀酒葡萄中获得，亦可在锦鸡儿或龍腦香的树皮中提取得到。
有抑制乙酰胆碱酯酶的作用，同时也可抑制前列腺素H2合成酶（PTGS1）。